# Ауце
Ауце (произношение) (на латвийски: Auce) е град в южна Латвия, намиращ се в историческата област Земгале и в административния район Добеле. Градът се намира на 100 km югозапад от столицата Рига точно до границата с Латвия. От 1924 Ауце е със статут на град.